# 愛敬浩二
愛敬 浩二（あいきょう こうじ、1966年6月30日 - ）は、日本の法学者。専門は憲法学・憲法思想史・比較憲法学。学位は、博士（法学）（早稲田大学・1996年）。早稲田大学法学学術院教授。元民主主義科学者協会法律部会理事。

## 略歴
東京都生まれ。

### 学歴
- 1989年 - 早稲田大学法学部卒業
- 1991年 - 早稲田大学大学院法学研究科修士課程修了
- 1996年 - 早稲田大学大学院法学研究科博士課程修了

### 職歴
- 1997年 - 信州大学教育学部専任講師
- 1999年 - 信州大学教育学部助教授
- 2003年 - 信州大学経済学部助教授
- 2004年 - 名古屋大学大学院法学研究科助教授
- 2005年 - 名古屋大学大学院法学研究科教授
- 2020年 - 早稲田大学法学学術院教授

#### 学外における役職
- 2005年 民主主義科学者協会法律部会理事（2008年まで）

## 著書

### 単著
- 『近代立憲主義思想の原像：ジョン・ロック政治思想と現代憲法学』（法律文化社、2003年）
- 『改憲問題』（ちくま新書、2006年）

### 共著
- 『憲法講義（第2版）』（編者  本秀紀/共同著者  伊藤雅康・植松健一・植村勝慶・大河内美紀・塚田哲之・本秀紀）（日本評論社、2015年）

## 共編
- 『憲法』第4版 浦田賢治共編 法学書院 2010年 演習ノート
- 『講座人権論の再定位 2 人権の主体』編 法律文化社 2010年
- 『3・11と憲法』森英樹、白藤博行共編著 日本評論社 2012年

## 翻訳
- ジェレミー・ウォルドロン『立法の復権 議会主義の政治哲学』長谷部恭男、谷口功一共訳 岩波書店 2003年